# Chema Conesa
Chema Conesa (Murcia, 1952) es un fotógrafo y periodista español. Su trabajo como reportero y editor gráfico conforman su obra, siendo sus retratos la vertiente más conocida.

## Estudios y comienzos profesionales
Estudió la licenciatura de Historia del Arte en la Universidad Complutense, pero al iniciarse los estudios de Ciencias de la Información en Madrid estudió las especialidades de  Imagen y Periodismo. Al mismo tiempo que estudiaba entró a trabajar en la sección de deportes de El País. La apertura de este nuevo periódico junto a Avui y Diario 16 supuso un incremento de la importancia de la fotografía en la prensa, tanto en cantidad como en calidad. Hasta ese momento la imagen fotográfica se empleaba más bien como un comodín que como información, olvidando que texto e imagen son complementarios. A partir de comienzos de los 80 fue cuando empezó a existir la figura de redactor jefe de fotografía en los diarios españoles con una función de director de arte y esto se reflejaba especialmente en los suplementos dominicales. Chema Conesa trabajaba sobre todo en ellos. Tras un periodo de dos años en los que trabajó como jefe de fotografía del semanario El Globo volvió a trabajar como editor gráfico en El País Semanal hasta 1995.

## Actividad profesional
El Mundo le contrató para encargarse de la fotografía de su suplemento dominical La Revista, posteriormente dirigió la revista Yo Dona y fue subdirector de fotografía del suplemento Magazine, por lo que destacó como editor gráfico en el campo de los suplementos domicales. Es asesor del World Press Photo y director de la colección Photobolsillo editada por La Fábrica, editorial con la que ha colaborado en diversas publicaciones y ha sido editor gráfico de la serie de Obras Maestras en los números dedicados a los fotógrafos Francesc Català Roca, Ricard Terré y Alfonso.
Ha actuado como comisario en varias exposiciones de fotografía como: Lusofonías. Pisadas sonámbulas de José Manuel Navia; Contactos de Ramon Masats; Madrid inmigrante y Madrileños. También se ha dedicado a la formación fotográfica mediante la impartición de talleres como el realizado en 2015 en colaboración con Juan Manuel Castro Prieto para la que crearon una Guía para proyectos fotográficos con un enfoque artístico.

## Su obra fotográfica
A lo largo de su carrera profesional ha realizado fotografías con diferentes temáticas pero el retrato es la temática que más ha mostrado. Ha fotografiado a personalidades de diferentes ámbitos como la política y la cultura. Entre ellos se encuentran Felipe González, José María Aznar, Alfonso Guerra, Miquel Barceló, Rafael Alberti, Miguel Delibes, José Saramago, Camilo José Cela, Ana María Matute, Francisco Umbral, Francis Bacon, Pedro Almodóvar, Penélope Cruz, Paco Rabal, Carmen Maura, Camarón, Paco de Lucía, Antonio López, Eduardo Chillida o Ferran Adrià.
Ha realizado diversas exposiciones tanto individuales como colectivas y con diversas temáticas. Así, en 2005 participó en un proyecto para fotografiar Valencia. En 2014 realizó una exposición titulada Retratos de papel que recogía parte de los retratos que ha ido realizando y ha recorrido diversas ciudades tras presentarse en PhotoEspaña.
Su obra se ha reconocido con varios premios: Premio Bartolomé Ros en la edición de 2010 de PhotoEspaña y el premio de Cultura de 2011.